# Novoselë, Vlorë
Novoselë, Vlorë là một xã trong quận Vlorë thuộc hạt Vlorë, Albania. Dân số năm 2005 là 10599 người.